# 155
155 (CLV na numeração romana) foi um ano comum do século II do Calendário Juliano, da Era de Cristo, a sua letra dominical foi F (52 semanas), teve início e fim numa terça-feira.
| Ano completo                       |
| ---------------------------------- |
| Ano comum com início à terça-feira |

## Eventos
- Início declarado da guerra pela libertação dos Lusitanos contra o Império Romano.